# شلالات كريمل

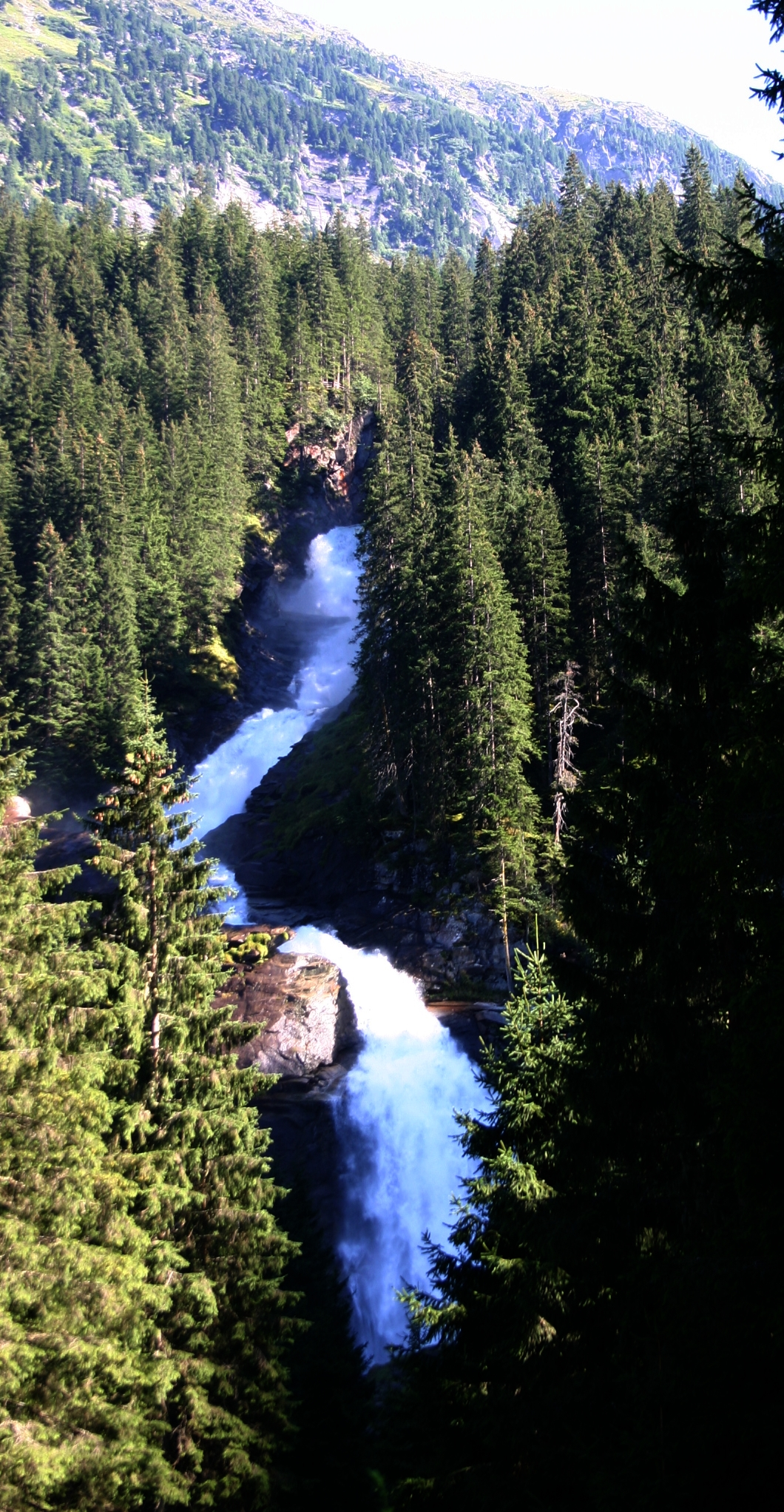
شلالات كريمل

 شلالات كريمل أو كريملر  باللغة ((بالألمانية: Krimmler Wasserfälle)) تقع في النمسا بولاية زالتسبورغ وبالقرب من قرية تسيل أم زيه وتعتبر الأعلى في أوروبا وخامسُ أعلى الشلالات في العالم، حيث يصل ارتفاعها إلى 380 متراً ممتدة على ثلاث مراحل. يوجد على طولِ الشلالات مسارُ مراقبةٍ حسنُ البناء ويمر بالإضافة إلى ذلك عبرَ أحدِ أجملِ وديان الحدائقِ الوطنية، ألا وهو وادي أشنتال كريملر (Achental Krimmler).

### أعداد الزوار

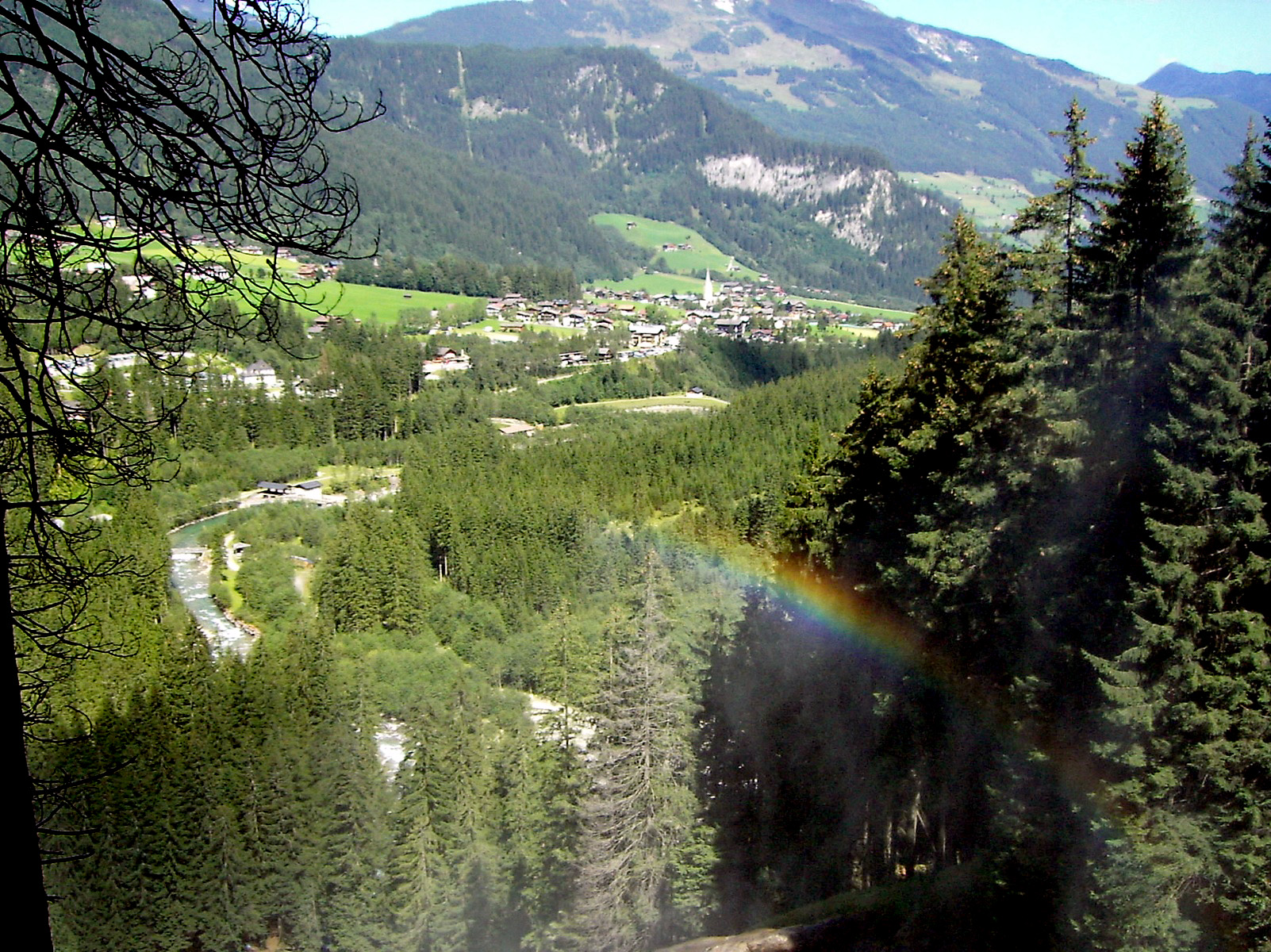
نظرة على كريمل من فوق الشلال.

في العقد الثاني من القرن الحادي والعشرين، كانت شلالات كريمل واحدة من مناطق الجذب السياحي الرئيسية في النمسا، حيث بلغ متوسط عدد زوارها 400 ألف زائر، وهو ما جلب معه أيضًا مشاكل بالإضافة إلى الآثار الإيجابية على الاقتصاد المحلي. وتشمل هذه، من ناحية، حمولة المرور، ومن ناحية أخرى، حركة المشاة وأضرار التآكل في منطقة المسار.

## وصلات خارجية
- موقع شلالات كريمل (بالإنجليزية)

## اقرأ أيضا
- شلال كوانغ سي